# Citroën-Kégresse P7bis
Der Citroën-Kégresse P7bis war ein von 1928 bis 1936 in der französischen Armee verwendetes Halbkettenfahrzeug.

## Geschichte

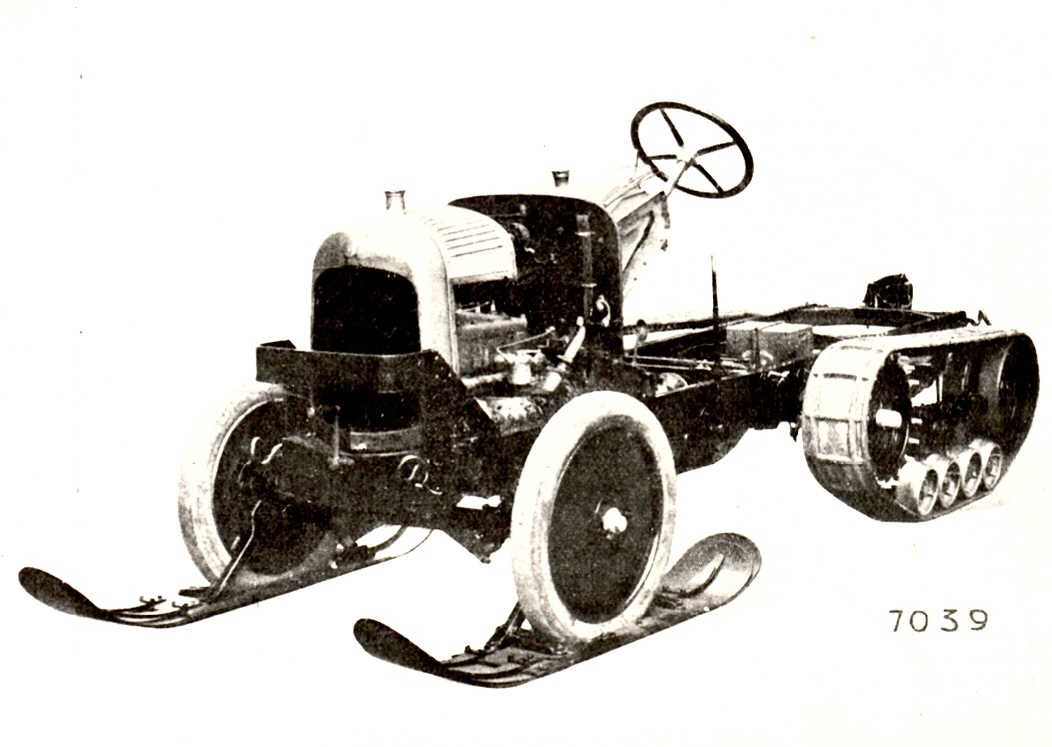
Citroën-Kégresse P7T

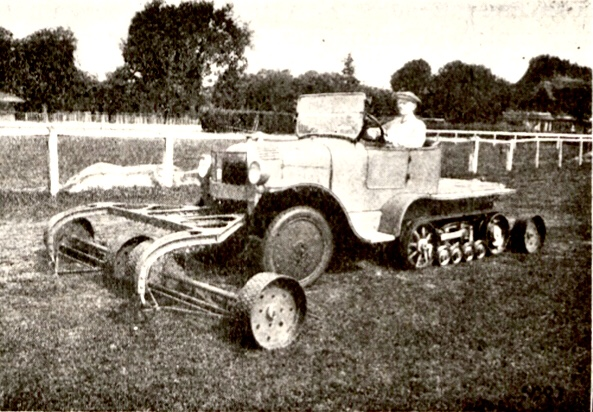
Citroën-Kégresse P7T beim Einsatz in der Landwirtschaft um 1925

Seit den frühen 1920er Jahren hatte die Firma Citroën mit Halbkettenfahrzeugen experimentiert, die vor allem für den Gebrauch durch das Militär von Interesse waren. Ab 1927 entwickelte die Firma eine neue erheblich haltbarere Kette und ein einfacheres Kettenlaufwerk. Das damit ausgestattete Testfahrzeug wurde beim „concours d’endurance de tracteurs agricoles“ (Dauerprüfung für Ackerschlepper) im April 1927 ausgiebig getestet, anschließend durch die Französische Armee, und für brauchbar befunden. Das französische Heer bestellte daraufhin 16 Stück als Zugmaschinen für die 75mm Feldkanone 97 zur Erprobung, die im Laufe des Jahres 1928 geliefert wurden. Sie dienten zur Ausstattung einer Batterie im 303e régiment d’artillerie portée (RAP) (303. verlastetes Artillerie-Regiment), das in Le Mans stationiert war. Da die Holzspeichenräder des Feldgeschützes der Fliehkraft der gegenüber Bespannung erhöhten Kurvengeschwindigkeiten nicht standhielten, wurden die Geschütze auf Hilfsachsen („train rouleur“ genannt) gesetzt. Die Fahrzeuge wurden erst 1936 ausgemustert. Eine kleine Anzahl wurde an zivile Abnehmer geliefert, ein Fahrzeug erprobte die dänische Armee. Die Gesamtzahl der gebauten Citroën-Kégresse P7bis kann daher auf etwa 20 Stück bis maximal zwei Dutzend geschätzt werden.

## Technik
Das Fahrzeug hatte den gleichen Motor wie der Pkw Citroën Typ B12, einen Vierzylinder-Reihenmotor mit 68 mm Bohrung und 100 mm Hub, woraus sich ein Hubraum von 1452 cm³ errechnet. Die Leistung war allerdings von 22 auf 18 PS gedrosselt.
Neu gegenüber seinen Vorgängern war das Kettenlaufwerk an der Hinterachse:
- Die Kette bestand nicht mehr aus einer Gummimasse, die auf ein Segeltuch als Träger aufgebracht war. Die Gummikette hatte vielmehr aufgesetzte Stahlplatten („metallo-caoutchouc“, etwa mit „Stahl-Kautschuk“ zu übersetzen). hierdurch wurde die Haltbarkeit und damit die Laufleistung der Ketten vervielfacht[5].
- Das Kettenfahrwerk der Hinterachse wurde völlig neu konstruiert: Die beiden Blattfedern über den vier Laufrollen wurden entfernt. Stattdessen wurden die Laufrollen an einem Tragbalken befestigt, der seinerseits an einer großen Blattfeder aufgehängt war. An diesem Tragbalken war eine korbförmige Aufhängung angebracht, die die Laufrollen in zwei Paaren hielt. Die Antriebsrolle bestand aus zwei Scheiben, die durch jeweils sechs Bolzen miteinander verbunden waren. Die Kette wurde nicht mehr durch in der Mitte angebrachte Führungszähne, sondern seitlich angebrachte Stifte, die in Löcher in der Antriebsrolle griffen, geführt. Wie bisher war die Spannvorrichtung für die Laufrollen an der Führungsrolle aufgehängt. Dieses Laufwerk wurde mit nur marginalen Änderungen bei allen nachfolgenden Halbkettenfahrzeugen von Citroën-Kégresse verwendet: dem Citroën-Kégresse P10, Citroën-Kégresse P14, Citroën-Kégresse P15N, Citroën-Kégresse P17, Citroën-Kégresse P19, Citroën-Kégresse P107[6].